# 감마선 폭발

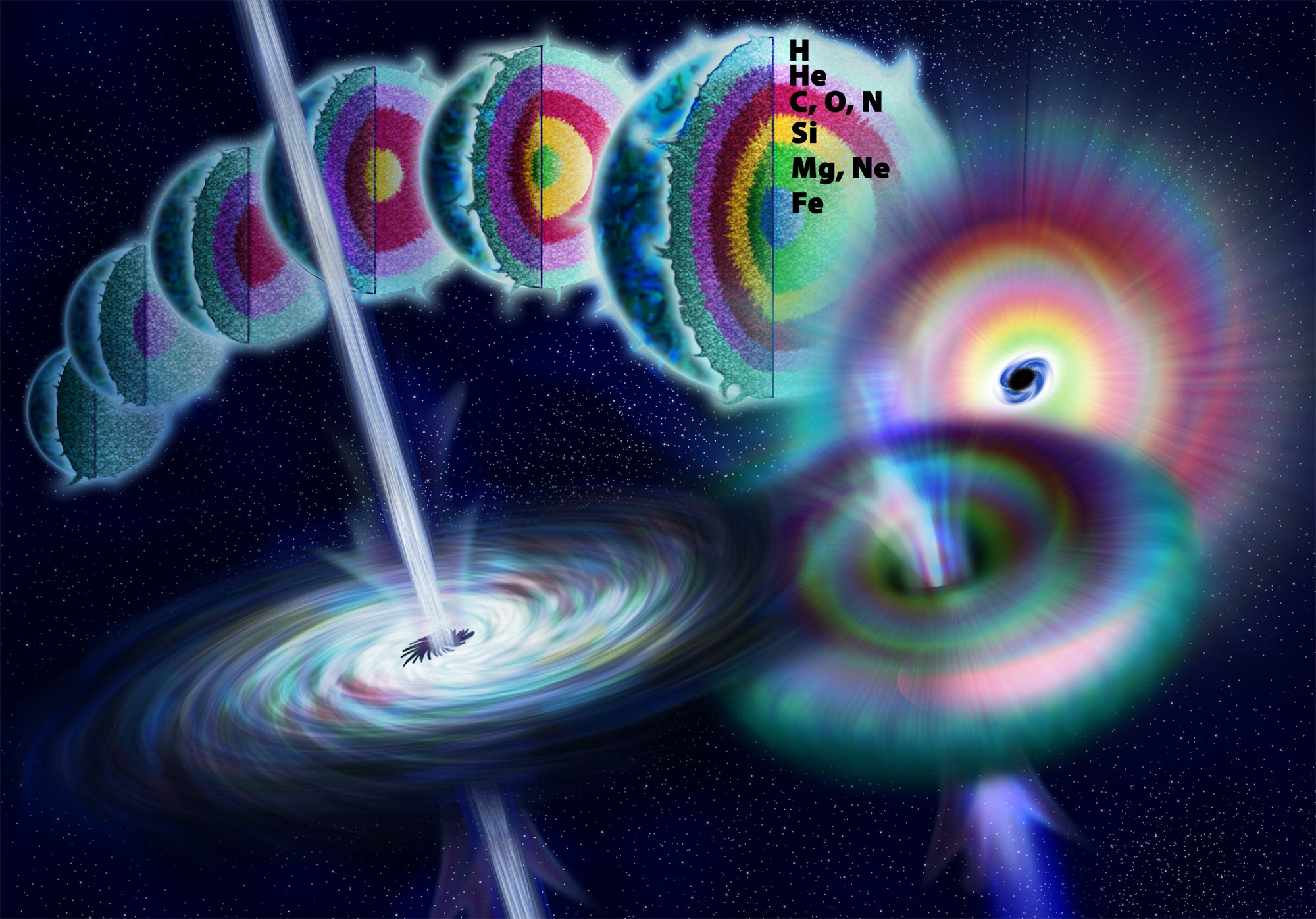
질량이 큰 항성의 일생. 항성은 가벼운 원소를 무거운 원소로 핵융합 하여 내부 압력을 유지면서 삶을 유지한다 더 이상 핵융합이 불가능해지면 압력이 유지되지 않아 자체 중력으로 인해 항성은 급격히 붕괴하여 블랙홀을 형성한다. 이론적으로, 이 붕괴가 일어날 때 항성의 자전축 방향으로 분출되는 에너지가 감마선 폭발을 형성할 것으로 생각된다.

감마선 폭발(gamma ray burst; GRB)이란 멀리 떨어진 은하들에서 관측되는 에너지의 폭발로 인한 감마선의 섬광이다. 감마선 폭발을 일으킨 천체를 감마선 폭발체(gamma ray burster)라고 한다. 감마선 폭발은 우주에서 일어나는 전자기 복사 현상 중 가장 밝다. 폭발 지속 시간은 짧으면 10 밀리초에서 길면 수 시간까지 지속될 수 있다. 최초의 폭발이 있고 나서 감마선보다 파장이 긴 엑스선, 자외선, 가시광선, 적외선, 마이크로파, 전파의 "잔유휘광(afterglow)"이 감마선 폭발 자체보다 더 긴 시간동안 지속된다.
관측된 대부분의 GRB는 매우 빠르게 자전하는 질량이 큰 항성이 초신성 또는 극초신성으로 짜부라져 중성자별이나 쿼크별, 또는 블랙홀을 형성하면서 방출되는 강렬한 복사선이 집중된 좁은 빛줄기로 생각된다. GRB의 하위 종류 중 어떤 것들은 초신성 폭발이 아닌 중성자별 두 개가 서로 충돌, 융합하여 발생하는 것으로 보인다. 이러한 사건이 일어나면 GRB 전구체인 항성의 껍질과 핵 사이에 공명이 발생, 불과 수 초 동안 엄청난 조석력이 작용하여 별의 껍질 전체를 찢어발겨 흩어 놓아 폭발의 원인이 되는 것 같다.
대부분의 감마선 폭발체들은 지구에서 수십 억 광년 떨어져 있다. GRB는 그 에너지가 무지막지하게 크며(일반적인 GRB는 태양이 1백 억 년 동안 낼 수 있는 에너지를 불과 수 초에 걸쳐 방출한다), 또 극도로 드물다(수백만 년 동안 몇 개 은하에 한두 번). 지금까지 관측된 모든 GRB들은 우리 은하 바깥에서 폭발했으나, 유사 현상인 감마선 연속 방출원(SGR)은 우리은하 안의 마그네타와 관련된 현상인 것으로 생각된다. 우리 은하 내부에서 발생한 GRB의 축이 지구를 똑바로 향하고 있으면 대량 절멸을 일으킬 수 있다는 설이 있다.
1967년 비밀 핵실험을 탐지하기 위해 쏘아올렸던 벨라 위성이 GRB를 처음 포착했다. 이후 수 년에 걸쳐 GRB의 정체를 밝히기 위한 수백 가지의 가설들이 제기되었는데, 그 정체로 거론된 천체는 가깝게는 혜성에서 멀게는 중성자별에 이르기까지 다양했다. 그러나 이러한 가설들을 검증하기에는 정보가 너무 적었다. 1997년에 이르러 서야 GRB의 엑스선-가시광선 잔유휘광을 포착하고 가시광 분광학으로 그 적색 편이를 직접 측정함으로써 GRB의 거리와 에너지를 알아낼 수 있었다. 이 발견들과 뒤따른 은하 및 초신성 연구에 의해 GRB의 거리와 광도가 더욱 정확히 밝혀졌다. 그 결과 GRB가 먼 외부 은하들에서 발생한 현상이며 그 원인은 질량이 큰 항성의 폭발과 관련이 있다는 이해가 정립되었다.

## 역사

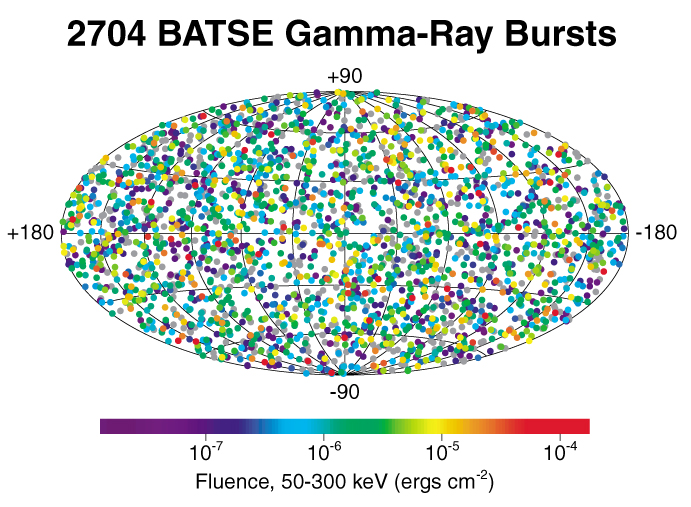
BATSE가 감지한 전천의 모든 감마선 폭발 위치를 나타낸 그림. 그 분포는 등방적이며 우리은하 원반(그림 가운데를 수평하게 지나감)에 집중되는 경향이 없다.

감마선 폭발은 1960년대 말 미국의 인공위성 벨라에 의해 처음 발견되었다. 미국은 소련이 1963년 핵실험 금지 조약에 조인해 놓고 비밀리에 핵실험을 하고 있는 것이 아닌지 의심했다. 그리고 벨라는 핵무기 실험 때 발생하는 감마선 펄스를 우주에서 감지하기 위해 만들어진 군사위성이었다. 협정 세계시 기준 1967년 7월 2일 14시 19분, 벨라 4호와 벨라 3호가 감마선 섬광을 감지했으나, 이는 그전까지 알려진 모든 핵무기와 양상이 달랐다. 무슨 일이 벌어진 것인지 확실히 알 수 없었으나 그다지 시급한 일은 아니라고 판단한 로스앨러모스 연구소의 팀(팀장 레이 클레베사델)은 데이터를 기입만 해 두었다. 이후 보다 좋은 장비를 탑재한 새 벨라 위성이 발사되었고, 로스앨러모스 팀은 이번에도 설명이 불가능한 감마선 폭발들이 감지됨을 발견했다. 서로 다른 위성들에 폭발이 감지된 시각이 제각각 달랐기에 이를 통해 팀은 폭발체 16개의 대략적인 천구상 위치를 가늠할 수 있었고, 이 감마선이 지구나 태양에서 나온 것이 아님을 확신했다. 이 발견은 1973년 기밀이 해제되어 《천체물리학 저널》에 〈우주기원 감마선 폭발의 관측〉이라는 제목의 논문으로 투고 되었다.
이 폭발체들이 무엇인지 설명하고자 하는 많은 가설들이 제기되었는데, 대부분의 가설들은 우리은하 안에서 폭발체를 찾으려 했었다. 그래서 1991년 콤프턴 감마선 관측선이 발사되기 전까지는 관련된 진척이 거의 없었다. 콤프턴 관측선에 탑재된 순간적폭발원탐색기(Burst and Transient Source Explorer; BATSE)는 매우 민감한 감마선 검출기로, GRB들이 우주의 어느 방향(은하 평면이나 은하 중심 등)으로도 편향되지 않고 등방적으로 분포한다는 결정적 자료를 제공했다. 우리은하는 납작한 모양을 하고 있기에 만일 폭발원이 우리 은하 안의 천체라면 그 분포가 은하 평면 안 또는 근처에 매우 집중되어 있어야 한다. 그러나 그러한 패턴이 나타나지 않음은 GRB가 우리 은하 외부에서 오는 감마선임을 뒷받침하는 강력한 증거를 제공했다. 그러나 일부 우리 은하 모형 역시 등방적 분포에 합치되기도 한다.

### 폭발원 후보천체
GRB가 처음 발견된 이후 수십년 동안 천문학자들은 감마선 이외의 대역에서 동일한 천체가 관측된 적이 없는지, 즉 최근 관측된 감마선 폭발과 위치적으로 같은 곳에 위치한 천체가 있는지 조사했다. 천문학자들은 백색왜성, 맥동전파원, 초신성, 구상성단, 퀘이사, 세이퍼트 은하, 도마뱀자리 BL 천체에 이르기까지 다양한 천체들을 GRB의 후보로 고려했다. 그러나 모든 노력은 허사였고, 그 위치가 높은 정확도로 관측된 몇 안되는 GRB들은 감마선 위성들이 발견한 위치에 다른 밝은 천체가 없음이 분명했다. 이것은 즉 GRB가 매우 어두운 항성에서 발생한 것이거나 또는 극히 멀리 떨어진 은하에서 발생한 것임을 시사했다. 가장 정확하게 측정된 GRB 위치에서도 수많은 어두운 항성과 은하들이 존재했다. 이윽고 우주에서 오는 감마선 폭발의 기원을 밝히기 위해서는 새로운 인공위성과 보다 빠른 커뮤니케이션이 필요하다는 결론이 널리 받아들여지게 되었다.

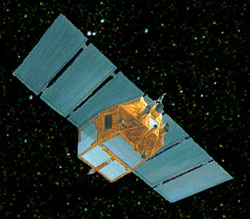
1996년 4월 발사된 이탈리아-네덜란드 인공위성 BeppoSAX는 최초로 감마선 폭발체의 정확한 위치를 측정해낸 인공위성이다.

### 잔유휘광

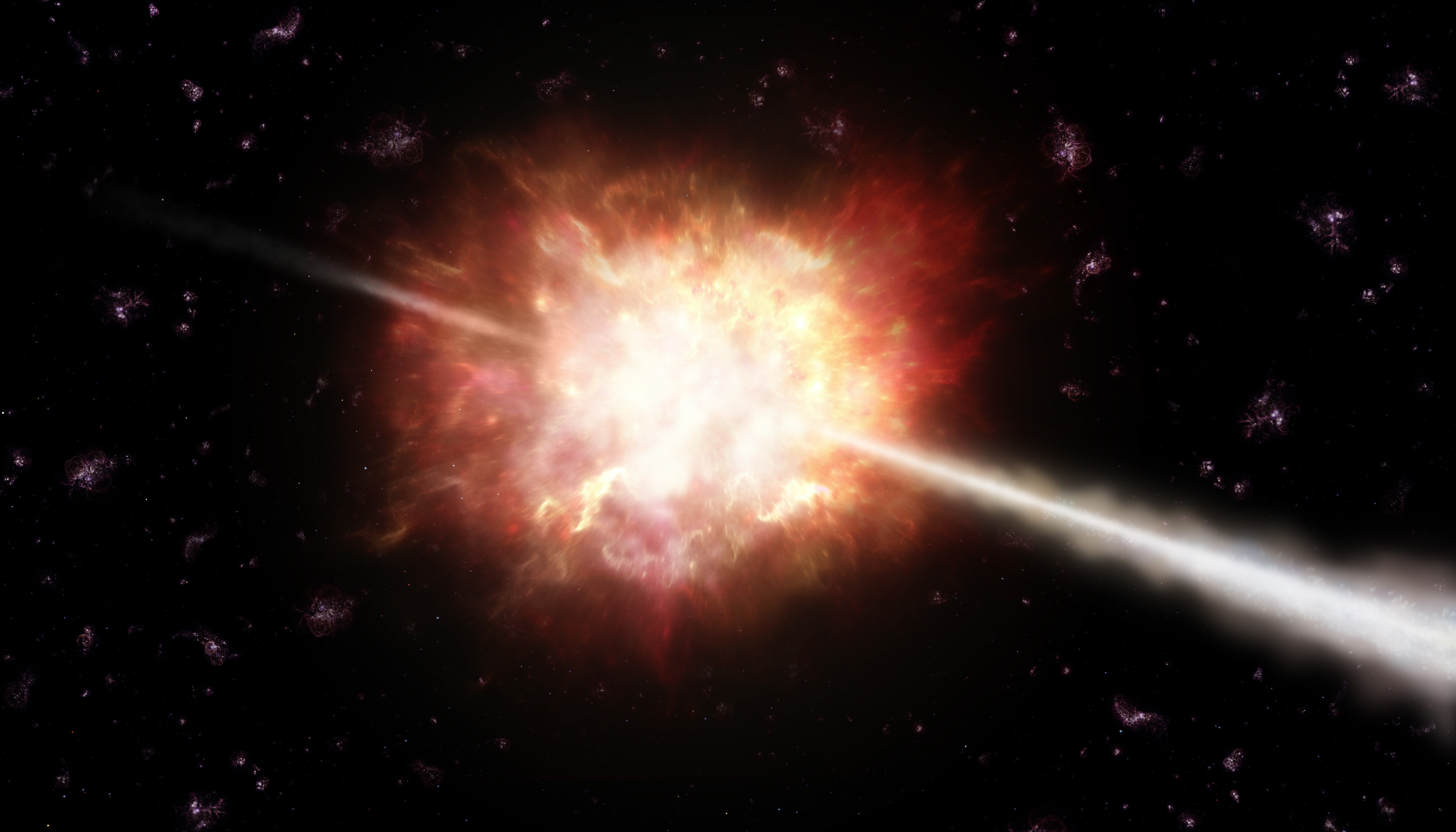
감마선 제트와 주위 잔유휘광이 발생하는 모습의 상상도.

GRB의 기원을 찾기 위한 여러 모형들은 감마선이 처음 폭발한 이후 사출물과 성간 기체가 충돌하여 감마선보다 긴 파장의 빛을 방출할 것이고 이것이 점차 어두워진다고 상정하고 있다. 이 어두워지는 방출광을 "잔유휘광(afterglow)"이라고 부를 것이다. 이 잔유휘광을 찾기 위한 탐색의 초기 시도는 성공적이지 못했는데, 이는 폭발위치에 대한 장파장 관측을 최초 폭발 직후 수행하기가 어려운 탓이 컸다. 돌파구가 마련된 것은 1997년 2월로 BeppoSAX 인공위성이 한 GRB(GRB 970228)를 발견한 순간 위성의 엑스선 카메라가 GRB가 발생한 그 방향을 가리키고 있었고, 엑스선 잔유휘광을 감지했다. 20시간 뒤에는 윌리엄 허셜 망원경이 가시광선 대역에서 잔유휘광을 감지했다. GRB가 어두워지고 나면 가시광선 잔유휘광을 이용해 심원화상 상에 GRB의 모은하 위치를 비정할 수 있었다.
모은하의 광도가 매우 어두웠기 때문에, 그 정확한 거리는 여러 해 동안 측정되지 못했다. 한편 BeppoSAX가 그 다음으로 발견한 GRB 970508을 통해서도 중요한 돌파구가 마련되었다. 이 GRB는 발견되고 4시간 안에 그 위치가 비정되었기에 연구진들이 매우 이른 관측을 수행할 수 있었다. 천체의 흡수선 분석 결과 적색편이 z = 0.835로 이는 곧 거리 약 60억 광년을 의미했다. 이것은 GRB의 거리가 정확히 결정된 최초의 사례이며, 이 거리측정에 GRB 970228의 모은하 발견이 더해지면서 GRB가 극히 멀리 떨어진 은하에서 발생함을 입증하였다. 이후 몇 개월에 걸쳐 GRB 거리척도 논쟁이 종식되었다. GRB는 무지막지하게 먼 거리에 떨어져 있는 어두운 은하에서 발생하는 외부은하현상이라는 이해가 정립되었다. 이듬해 GRB 980425가 발생하고 하루 안에 밝은 초신성 SN 1998bw가 같은 위치에서 발생했다. 이는 GRB와 무거운 항성의 죽음 사이에 분명한 연결점이 있음을 시사했다. 이 GRB는 GRB를 만들어내는 자연체계에 관한 최초의 강한 실마리를 제공했다.

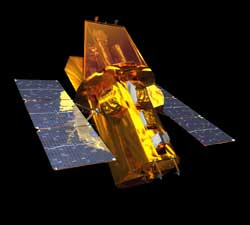
NASA의 스위프트 인공위성. 2004년 11월 발사되었다.

BeppoSAX는 2000년 작동을 중지하였고 2002년에는 BATSE를 탑재한 콤프턴 감마선 관측선(CGRO)이 궤도를 이탈, 태평양에 낙하해 파괴되었다. 그러나 GRB 연구의 혁명적 성과는 GRB의 성질, 특히 폭발 직후의 가장 이른 순간을 탐구하는 데 특화된 새로운 장비를 개발하도록 하는 동기가 되었다. 그러한 임무 중 최초의 것은 일시적 고에너지 탐사선(HETE) 2호로, 2000년 발사되어 2006년 작동을 중지했다. 이 6년간의 주요한 발견들 대부분은 HETE 2호가 수집한 자료에 기반하고 있다. 현재까지 가장 성공적인 우주임무는 스위프트로, 2004년 발사되어 2014년에도 작동 중이다. 스위프트는 매우 민감한 감마선 감지기는 물론 엑스선 및 가시광선 망원경을 탑재하고 있다. 이 망원경들은 매우 빠른 선회가 가능하여 폭발 이후의 잔유휘광 방출선을 신속하고 자동적으로 관측할 수 있다. 보다 최근에는 페르미 감마선 우주망원경이 감마선 폭발 감시기를 탑재하고 있다. 이 장비는 1년에 수백 개의 폭발을 감지하고 있다. 이 폭발들 중 일부는 너무 밝아서(에너지가 너무 커서) 광면적 망원경(LAT)으로도 관측될 수 있다. 한편 지상에서는 감마선 좌표관계망에서 보내온 신호에 즉각 반응하는 로봇제어 소프트웨어를 탑재한 광학망원경들이 새로이 만들어지거나 기존 망원경들이 그러한 기능을 추가하고 있다. 이로써 지상망원경들도 신속하게 GRB 방향으로 선회할 수 있다. 때로는 신호를 받고 수 초 안에 망원경 정렬이 완료되어 감마선 방출이 아직 진행중인 극초기에 관측이 개시되기도 한다.
과거 수 년 동안 기술의 진보가 이루어졌고, 그 결과 단기지속 GRB를 초신성이 아닌 중성자별의 융합이 원인인 별개의 현상으로 분류해내는 성과를 얻었다. 또한 대부분의 GRB가 발생한 뒤 엑스선 대역에서 수 분 동안 불규칙적인 섬광 활동이 지속되는 점도 발견되었고, 가장 밝은 GRB(GRB 080319B), 가장 먼 GRB(GRB 090423)도 발견되었다. GRB 090423은 GRB 발생 당시까지 발견된 우주의 천체들 중 지구에서 가장 멀리 떨어진 천체였다. 현재 발견된 GRB 중 가장 멀리 떨어져 있는 것은 GRB 090429B이며, 적색편이 z =9.4인 이 GRB는 현재까지 발견된 우주의 천체들 중 지구에서 가장 멀리 떨어진 천체이다. 다만 이 추정치는 오차 범위가 상당히 커서 오차의 하한이 z > 7이나 된다. GRB 090429B의 보다 정밀한 관측 결과가 하한에 가깝다면 z = 8.4인 GRB 090423가 다시 가장 멀리 떨어진 GRB이자 알려진 천체 중 가장 멀리 떨어진 천체가 될 것이다.

## 분류

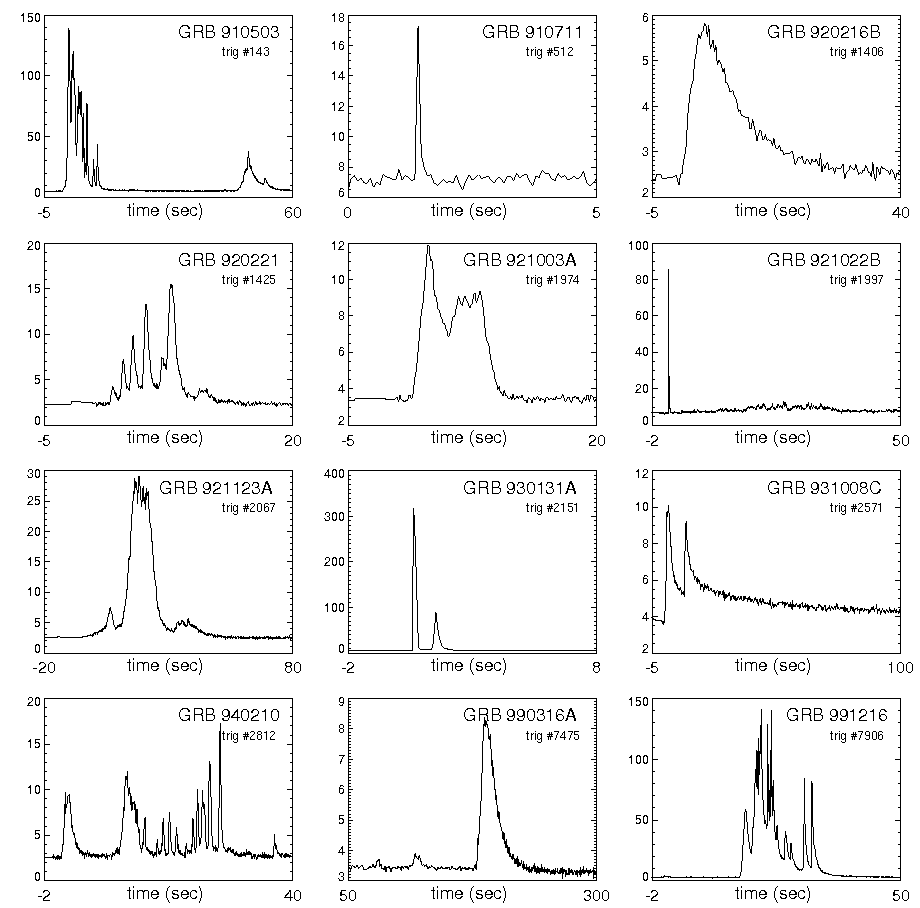
감마선 폭발의 광도곡선들

감마선 폭발의 광도곡선은 매우 다양하고 복잡하다. 동일한 광도곡선을 가지는 서로 다른 두 개의 감마선 폭발체는 없으며, 관측된 거의 모든 성질에서 큰 차이가 있다. 관측 가능한 방출의 지속시간은 수 밀리초에서 수 십분 정도 범위에 걸쳐 있으며, 그 사이에도 단일한 절정을 갖거나 또는 여러 번 맥동칠 수도 있다. 또 맥동칠 때 각각의 극대값은 밝아졌다 어두워지는 속도가 대칭적일 수도 있고 빠르게 밝아졌다가 천천히 어두워질 수도 있다. 어떤 GRB는 "전조(precursor)"가 되는 약한 폭발이 먼저 일어나고 수 초에서 수 분 동안 아무런 방출이 없다가 훨씬 격렬한 "진짜" 폭발이 일어나기도 한다. 어떤 GRB의 광도곡선은 너무 혼란스럽고 복잡해서 인식할 수 있는 유의미한 패턴이 거의 없는 지경일 때도 있다.
일부 광도곡선은 단순화된 모형을 사용해 대략적으로 재현해 볼 수 있으나, 그래도 관측된 GRB들의 다양성을 모두 이해할 수 있을 만한 진척은 거의 이루어지지 않은 상태이다. 다양한 분류법이 제안되었으나 이러한 분류법은 대개 광도곡선의 외형으로만 분류한 것이거나 폭발 이전 전구체의 물성을 항상 제대로 반영한다고 보장할 수 없다. 하지만 관측된 GRB들의 지속시간의 분포를 플롯해 보면 상당히 많은 수의 GRB가 뚜렷한 쌍봉분포를 나타낸다. 이에 바탕해 GRB의 종류를 크게 두 개로 나눌 수 있다. 하나는 지속시간이 약 0.3초 정도인 "단기지속(short)" 종류이고, 다른 하나는 지속시간이 약 30초 정도인 "장기지속(long)" 종류이다. 두 종류 모두 매우 넓게 분포하고 있고 상당히 넓은 영역에 걸쳐 서로 겹치기 때문에 어떤 GRB는 그것만 봐서는 단기지속인지 장기지속인지 알 수 없는 경우도 있다. 이 이원분류체계를 넘어선 새로운 분류법들이 관측적·이론적 견지에서 제안되고 있다.

### 단기지속 감마선 폭발

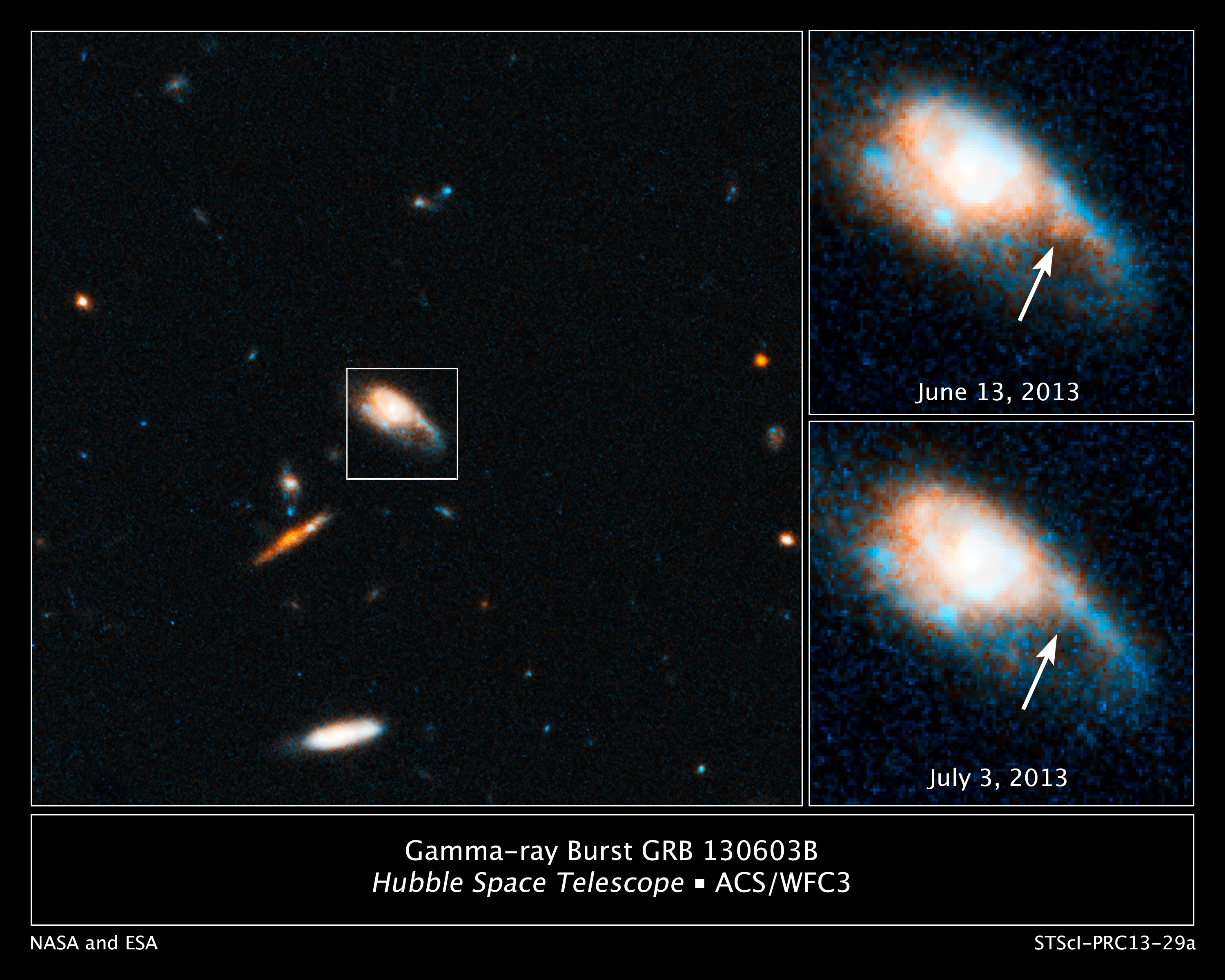
허블우주망원경이 포착한 킬로노바의 적외선 잔유휘광.

지속시간이 약 2초 이하인 GRB를 단기지속 감마선 폭발(short gamma-ray burst)로 분류한다. 전체 GRB 중 단기지속 유형은 약 30%를 차지하지만, 2005년 이전까지도 단기지속 GRB의 잔유휘광을 제대로 포착해낸 적이 없으며 그 기원에 대해서도 밝혀진 것이 거의 없었다. 2005년 이후로는 단기지속 GRB의 잔유휘광이 여러 번 감지되었고, 그 중 일부는 대형 타원은하나 대형 은하단의 중심지역처럼 항성형성이 거의 또는 아예 일어나지 않는 곳에서 발생한 것도 있었다. 이것은 단기지속 GRB의 원인이 무거운 항성일 가능성을 배제시키며, 이로써 단기지속 GRB와 장기지속 GRB가 물리적으로 서로 다른 현상임이 확실해졌다. 또한 단기지속 GRB는 초신성과도 연관이 없다.
이 천체들의 정체가 무엇인지, 그리고 현재의 장기-단기 이원분류가 옳은 것인지조차 알 수 없다. 현재 선도적인 가설은 쌍성계의 중성자별 두 개의 융합 또는 중성자별과 블랙홀의 융합이 원인이라는 설이다. 이러한 융합이 일어나면 킬로노바가 발생한다. GRB 130603B에서 킬로노바가 관계된 증거가 발견되기도 했다. 단기지속 GRB의 평균 지속시간은 0.2초이다. 이는 발생원의 물리적 직경이 우주적 수준에서 매우 작음(0.2 광초; 지구 직경의 약 4배)을 시사한다. 또한 여기서 시사되는 점은 발생원이 매우 밀도가 높은 천체라는 것이다. 단기지속 GRB에 뒤이어 엑스선 섬광이 분 단위에서 시간 단위로 관측되는 결과는 중성자별 따위 천체가 2초 이내에 블랙홀에 집어삼켜지면 뒤 중성자별을 구성하던 물질(더이상 뉴트로니움이 아님)의 파편들이 조석력에 의해 교란되어 블랙홀 주위를 와선을 그리며 오랫동안 공전하게 되고 수 시간에 걸쳐 저에너지 현상이 발생하는 점과 일치한다. 단기지속 GRB 중 소수는 가까운 은하의 연감마선 연속 방출원에서 방출된 거대 섬광에 의한 것이라고 추측되기도 한다.

### 장기지속 감마선 폭발
관측된 감마선 폭발체 중 대부분(70%)은 지속 시간이 2초 이상이며 장기지속 감마선 폭발(long gamma-ray bursts)로 분류된다. 수적으로도 다수를 차지하고 있고 잔유휘광이 매우 밝은 경향이 있기 때문에 단기지속 GRB에 비교할 때 상당히 많은 연구가 이루어졌다. 괜찮은 연구가 이루어진 GRB 중 거의 전부는 항성형성이 빠르게 진행중인 은하와 관계되어 있으며, 많은 경우 중심핵 붕괴형 초신성과도 유관하다. 때문에 장기지속 GRB가 거대한 항성의 죽음과 관련이 있음은 명료하다. 장기지속 GRB의 잔유휘광 관측은 높은 적색편이를 나타내며, 항성형성 영역에서 발생한 GRB와 일치한다.

### 초장기지속 감마선 폭발
장기지속 GRB의 마지막 단계인 분포상 "꼬리"가 10,000 초 이상 오래 지속될 경우 초장기지속 감마선 폭발(ultra-long gamma-ray burst)이라 한다. 초장기지속 GRB는 다른 GRB와 구분되어 청색초거성의 붕괴 결과일 가능성이 제기된다. 현재까지 발견된 초장기지속 GRB는 매우 적으며, 이것들을 다른 GRB와 구분시켜주는 가장 주된 특징은 감마선 방출 시간이다. 현재까지 연구가 이루어져 그 성질이 잘 이해된 초장기지속 GRB로는 GRB 091024A, GRB 101225A, GRB 111209A가 있다. 다만 최근의 연구 결과에서는 초장기지속 GRB가 별개의 분류로 존재할 수 있는 증거가 있는지 여부가 불확실하다. 이를 보다 명확히 결론내기 위해서는 여러 파장 대역에 걸친 관찰이 이루어져야 할 것이다.

## 엄청난 에너지

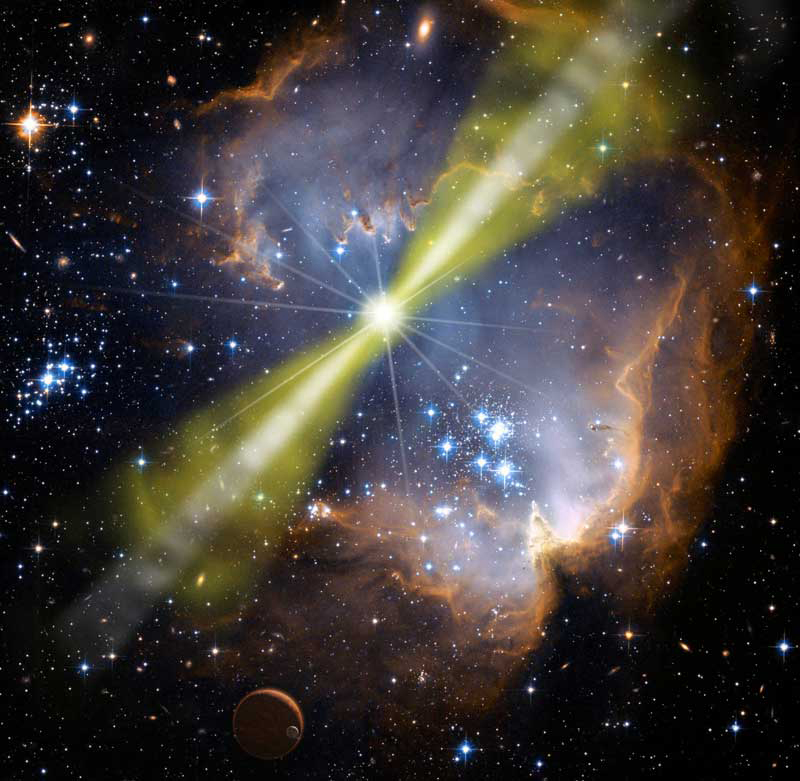
항성형성 영역에서 발생한 밝은 GRB를 묘사한 천체예술가의 그림. 폭발 에너지는 서로 반대 방향으로 뻗어나가는 두 개의 좁은 제트 빔에 집중된다.

GRB는 매우 밝기 때문에 엄청 멀리 떨어져 있음에도 지구에서 관측이 가능하다. 장기지속 GRB의 평균적인 절대선속은 우리 은하의 가장 밝은 항성들에 필적한다. 그러나 눈에 보이는 항성들이 멀어 봤자 수십 광년 거리에 있음에 비해 GRB들은 수십억 광년씩 떨어져 있다. 이 거대한 에너지의 대부분은 감마선 대역으로 방출되지만, 일부 GRB는 가시광선 대역에서도 극도로 밝은 광도를 나타낸다. 예컨대 GRB 080319B은 가시광 대역이 가장 밝을 때 실시등급이 5.8등급이었고, 지구에서 75억 광년 떨어져 있음에도 육안으로 볼 수 있는 가장 어두운 항성과 같은 밝기로 보였다. 이 밝기와 거리를 종합해 보면 GRB는 엄청난 에너지원이라는 결론에 다다른다. 감마선 폭발이 구형으로 이루어진다 가정하면, GRB 080319B의 에너지 출력은 태양의 모든 질량을 동시에 복사 에너지로 전환(질량–에너지 등가)했을 때 얻을 수 있는 에너지의 2배 이내이다.
이렇게 짧은 시간 동안 이렇게 많은 에너지를 생산할 수 있는 기작은 현재까지 밝혀진 바가 없다. 하여 감마선 폭발이 균일한 구형이 아니라 특정 방향으로 집중된 형태, 즉 광속의 99.995% 속력으로 운동하는 좁은 제트 형태의 폭발일 것으로 생각된다. 제트의 각크기 추정치는 잔유휘광 광도곡선의 "제트 약화(jet break)"를 살펴보아 추산할 수 있다. 제트 약화란 잔유휘광이 서서히 어두워지기 시작한 시점부터, 효율적인 분사출 복사가 더 이상 이루어지지 않아 밝기가 갑자기 크게 감소할 때까지의 시간을 말한다. 관측 결과 GRB들의 분사출 각크기는 작으면 2도에서 크면 20도까지 매우 다양하게 나타났다.
GRB의 에너지가 제트 줄기에만 거의 집중되어 있기 때문에 GRB가 내뿜는 감마선의 대부분은 지구에 도달하지 않고 아예 감지조차 되지 않는다. GRB의 제트가 지구를 가리키는 방향을 향하면 폭발의 에너지가 상대론적 분사출에 집중됨으로 인해 폭발이 구형으로 균일하게 일어날 경우보다 더 밝게 보인다. 이 효과를 고려할 때, 전형적인 GRB의 에너지 참값은 약 1044 J로 관측된다. 이는 태양질량의 2000분의 1이 복사에너지로 등가전환된 것과 같다. 태양질량 전체와 비교했을 때 작은 양이지만, 그래도 그 양은 여전히 엄청난 것이라 지구질량 전체를 복사에너지로 등가전환(약 5.5 × 1041)한 것의 200배에 달한다. 이는 밝은 Ib/c형 초신성의 에너지에 필적하는 것이며 이론적 모형의 범위 안에도 들어맞는다. 가장 가까운 GRB들 주위에서 매우 밝은 초신성들이 동반되는 것이 관측된 사례가 여럿 있다. GRB의 에너지가 집중 방출된다는 설을 지지하는 또다른 증거로는 주위의 Ic형 초신성들의 스펙트럼에 나타나는 강한 비대칭성과 폭발 이후 충분히 긴 시간이 지나 제트가 더 이상 상대론적이 아니게 되었을 때 전파 대역에서 관측한 결과가 있다.
단기지속 GRB는 장기지속 GRB에 비해 적색편이가 작고(i.e. 거리가 가깝고) 광도가 작다. 단기지속 GRB의 분사출이 정확히 측정된 적은 아직 없으나, 장기지속 GRB보다 에너지 집중이 헐겁거나 또는 일부 경우 아예 집중되지 않을 가능성이 제기되어 있다.

## 감마선 폭발의 전구체

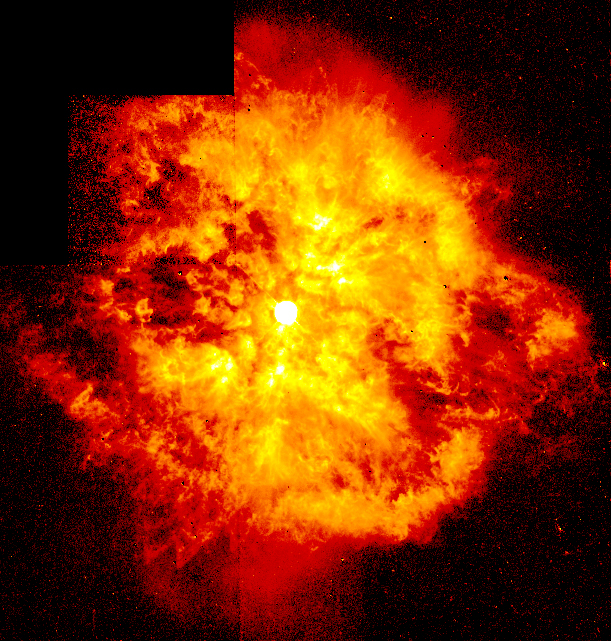
볼프-레이에별 WR 124와 그 주위의 성운을 촬영한 허블우주망원경 사진. 볼프-레이에별은 장기지속 GRB의 전구체 후보들 중 하나이다.

대부분의 감마선 폭발체가 지구에서 매우 멀리 떨어져 있기 때문에, 그 전구체가 무엇인지 폭발을 일으키는 시스템이 무엇인지 아는 것은 매우 어려운 일이다. 장기지속 GRB들 일부가 초신성과 연관이 있고 그 숙주 은하들이 항성형성이 매우 빠르게 일어나는 은하라는 점은 장기지속 GRB가 질량이 큰 항성과 관계된 현상임을 뒷받침하는 강력한 증거이다. 장기지속 GRB의 기원 기작으로 가장 널리 받아들여지는 것은 중력붕괴성 모형이다. 질량이 매우 크면서 금속성은 낮고 빠르게 자전하는 항성이 항성진화의 마지막 단계에서 블랙홀로 붕괴한다. 항성의 핵 근처에 있던 질량들은 중심을 향해 쏟아져 내리면서 고밀도로 소용돌이치는 강착원반을 형성한다. 강착원반의 물질이 블랙홀로 낙하하면 자전축을 따라 한 쌍의 상대론적 제트가 방출되고, 그 결과 제트가 항성의 외피층을 헤치고 표면을 뚫고 나오면서 감마선으로 방출된다. 다른 모형에서는 블랙홀을 마그네타로 대체하기도 한다. 그러나 무거운 항성의 중심붕괴와 뒤이은 상대론적 제트 형성이라는 골자는 거의 대동소이하다.
우리은하의 천체들 중 감마선 폭발체의 가장 강력한 후보는 볼프-레이에별들이다. 볼프-레이에별은 매우 뜨겁고 질량이 큰 항성으로 복사압에 의해 수소를 대부분 또는 모두 바깥으로 날려버린 항성이다. 용골자리 에타, WR 104가 근시일 내에 감마선 폭발을 일으킬 수 있는 후보천체로 꼽히고 있다. 우리은하의 항성들 중 감마선 폭발을 일으킬 수 있는 적절한 특징을 갖춘 항성이 확실히 존재하는지 여부는 불분명하다.
거대질량 항성 모형이 모든 유형의 GRB를 다 설명하지는 못할 것이다. 일부 단기지속 GRB는 항성형성이 일어나지 않고, 무거운 별도 없는 곳, 예컨대 타원은하나 은하헤일로에서 발생한다는 강력한 증거가 있다. 두개의 중성자별로 이루어진 쌍성계에서 두 중성자별이 융합하는 것이 단기지속 GRB의 기원을 설명하는 데 선호되는 가설이다. 이 모형에 따르면, 쌍성계의 두 별은 중력복사를 통해 에너지를 내보내기 때문에 서서히 와선을 그리며 서로에게 가까워지게 된다. 그리고 어느 순간이 되면 조석력으로 인해 서로를 파괴하고 단일한 블랙홀로 융합 및 붕괴한다. 새로이 생성된 블랙홀로 낙하한 물질은 강착원반을 형성하고 에너지를 방출한다. 이 외에도 중성자별과 블랙홀의 융합, 단일 중성자별의 강착유도 붕괴, 원시 블랙홀의 증발 등 많은 모형들이 단기지속 GRB의 기원을 설명하기 위해 제기되었다.
독일계 미국 학자 프리트바르트 빈터베르크는 중력붕괴가 일어나 블랙홀의 사건의 지평선에 다다르면 모든 물질이 감마선 폭발로 분해된다는 또다른 가설을 제기하였다.

### 조석교란
2011년 3월 28일 스위프트 감마선 폭발 임무 위성이 GRB 110328A를 감지하면서 새로운 GRB적 현상이 발견되었다. 당시 감마선은 2일간 지속되었으며, 이는 초장기지속 GRB보다도 훨씬 긴 것이다. 또한 엑스선 대역에서는 몇 개월에 걸쳐 잔유휘광이 지속되었다. 현상이 일어난 곳은 적색편이 z = 0.3534의 소형 타원은하의 중심이었다. 이 폭발현상이 항성붕괴의 결과인지 상대론적 제트를 수반한 조석교란인지 논쟁이 현재까지도 분분한데, 후자가 좀더 많은 지지를 받고 있다.
조석교란이란 어떤 항성이 초대질량 블랙홀과 상호작용할 때 일어나는 현상이다. 항성은 국수효과를 겪으면서 조각나고, 일부 경우 상대론적 제트가 형성되어 밝은 감마선 복사를 방출하기도 한다. GRB 110328A(스위프트 J1644+57)는 처음에는 주계열성이 수백만 태양질량 체급의 블랙홀에 의해 조석교란을 받은 것이라고 주장되었으나, 현재는 백색왜성이 1만 태양질량 체급의 블랙홀에 교란을 받았다는 쪽이 보다 가능성이 있는 것으로 생각된다.

## 방출 기작
감마선 폭발체가 에너지를 복사로 바꾸는 수단에 대해서는 거의 이해가 제대로 이루어져 있지 않다. 2010년 현재에도 여전히 이 과정을 설명할 수 있는 널리 받아들여지는 모형은 존재하지 않는다. GRB 방출에 대한 모형이 성공적이려면, 감마선 방출을 발생시키는 물리적 과정을 설명하면서 동시에 관측된 다양한 광도곡선, 스펙트럼 등 다른 특징들과도 일치해야 한다. 특히 어려운 문제는 일부 폭발에서 나타나는 매우 높은 에너지 효율이다. 일부 GRB는 폭발 에너지 중 절반 이상을 감마선으로 전환시킨다. GRB 990123에서 GRB 080319B에 이르기까지 감마선 스펙트럼을 외삽하여 가시광선 대역의 광도곡선을 얻어냈는데, 이 관측결과들은 일부 GRB에서 역콤프턴 효과가 주요한 과정일 가능성을 시사한다. 이 모형에서는 기존에 존재하던 저에너지 광자가 폭발 시 상대론적 전자에 의해 산란되어 그 에너지가 대규모로 증대되어 감마선이 된다고 해석한다.
감마선 폭발 이후 따라오는 감마선보다 파장이 긴 잔유휘광(엑스선-전파)의 성질은 감마선 폭발 자체보다는 잘 이해되고 있다. 폭발로 방출되는 에너지 중 폭발 자체의 형태로 방출되는 것을 제외한 에너지는 아광속으로 별 바깥을 향해 움직이는 물질 또는 에너지의 형태를 갖게 된다. 이 물질이 주위의 성간매질과 충돌하면 상대론적 충격파가 발생해 성간공간에 전파된다. 2차 충격파인 역충격이 분출된 물질 속으로 진행할 수도 있다. 충격파 속에 포함된 무지막지하게 큰 에너지의 전자들이 강력한 국소 자기장에 의해 가속되면 거의 모든 전자기 스펙트럼 대역에 걸쳐 싱크로트론 복사가 일어나는 것이다. 이 모형은 최근 관측된 GRB 이후 수 시간 ~ 수 일 만에 나타나는 잔유휘광들의 양태를 일반적으로 성공적으로 설명하고 있다. 그러나 GRB 자체가 발생하고 그 직후 나타나는 잔유휘광들의 특징을 설명하는 데는 다소의 어려움이 있다.

## 발생 빈도와 지구에 대한 위협

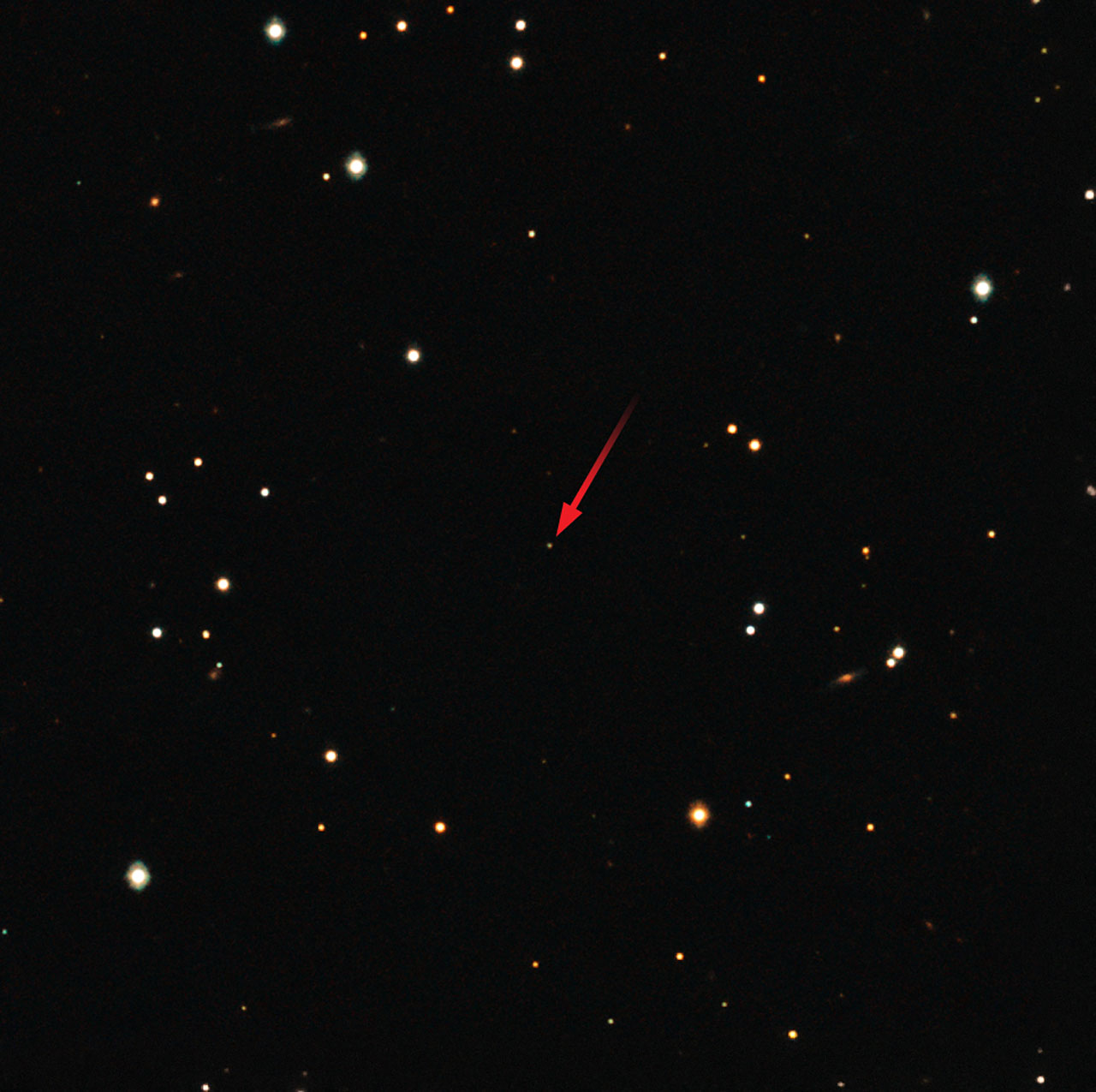
2015년 10월 27일 그리니치 표준시 22시 40분, NASA/ASI/UKSA 스위프트 위성이 1000번째로 GRB를 발견했다.

감마선 폭발은 생명체에게 해롭거나 파괴적인 영향을 미칠 수 있다. 우주 전체적으로 보았을 때 지구의 생명체와 유사한 생명체에게 가장 안전한 환경은 대형 은하의 외곽의 항성밀도가 낮은 영역일 것이다. 은하와 그 분류에 대한 우리의 지식은 우리가 아는 형태의 생명체는 모든 은하 중 약 10%에만 존재할 수 있음을 시사한다. 또한 적색편이 z ≥ 5인 은하들은 우리가 아는 바에 따르면 GRB 발생률이 높고 항성밀도가 높기에 생명체에게 부적합하다.
현재까지 관측된 모든 GRB는 우리은하 외부에서 발생했으며, 지구에 무해했다. 그러나 GRB가 우리은하 내부에서 일어나고, 그 방출 줄기가 지구를 똑바로 향한다면, 그 영향은 파멸적일 것이다. 현재 지구를 공전하는 인공위성들은 평균적으로 하루에 한 개의 GRB를 감지하고 있다. 2014년 3월 현재 가장 최근에 관측된 GRB는 1998년 관측된 GRB 980425로, 지구로부터 40 메가파섹(1억 3천만 광년) 떨어진(z=0.0085) SBc형 왜소은하에서 발생했다. GRB 980425는 평균적인 GRB보다 에너지가 훨씬 적었으며, Ib형 초신성 SN 1998bw가 그 폭발 원인이다.
GRB 발생 빈도를 정확하게 추산하기는 어렵지만, 우리은하와 같은 대략 크기의 은하에서 예상되는 장기지속 GRB의 발생 빈도는 대략 100,000 ~ 1,000,000년에 한 번 꼴이다. 다시 이것들 중에서 자전축이 지구를 향하는 것은 더욱 매우 소수일 것이다. 단기지속 GRB의 발생률은 더욱 알기 힘들지만 아마 비슷한 수준일 것이다.
GRB가 서로 반대 방향으로 방출되는 빛줄기와 관련된 현상으로 이해되는 고로, 그 제트의 경로상에 존재하는 행성만이 고에너지 감마선의 영향을 받게 될 것이다.
지금까지 알려진 생명체 중 자외선에 대한 저항력이 가장 뛰어난 세균 데이노코쿠스 라디오두란스는 인간보다 자외선을 2,000배 더 잘 견디지만, GRB의 자외선 복사는 지구에서의 거리에 따라 이마저 파괴시킬 수 있다. 최초 폭발이 지구를 휩쓸고 지나가면 감마선 폭발로 인한 자외선 폭격으로 대기 중의 오존층이 고갈될 것이기 때문에, 폭발에 직격한 면 뿐 아니라 직격을 피한 지구의 반대쪽 면도 생명유지에 치명적인 후유증을 겪게 될 공산이 크다.

### 지구에 미칠 영향
대체로 수 파섹 이내에서 지구를 향해 에너지를 방출한 GRB가 생명체에게 해를 끼치는 것은 대부분 자외선 준위 상승이 이유일 것이다. 모형들은 이 효과가 파괴적일 경우 DNA 파괴가 정상 수준의 16배까지 증가할 수 있음을 보여준다. 생물학 분야와 실험실 자료의 불확정성이 존재하기에 이러한 효과가 지구 생태계에 어떤 영향을 미칠지 신빙성 있는 평가를 내리는 것은 어려운 일이다.
일반적인 초신성 폭발도 GRB와 마찬가지 효과를 지구 대기에 가할 수 있다. 일반 초신성은 GRB보다 훨씬 빈번한 현상이고 지구 근처에서 일어날 확률도 높다. 초신성 발생률 및 그 분포는 우주생물학의 은하거주가능지역 개념을 정의하는 데 사용된다.

#### 과거에 감마선 폭발이 지구에 영향을 미쳤을 가능성
생명에 영향을 미칠 수 있을 만큼 가까운 GRB는 약 5백만 년에 한 번 꼴로 발생하며, 즉 지구가 탄생한 이래로 약 천여 번의 근지구 GRB가 있었다는 계산이 나온다.
4억 5천만 년 전의 오르도비스기-실루리아기 대량절멸의 원인이 GRB라는 설이 있다. 오르도비스기 말기의 삼엽충 중 해수면 근처 플랑크톤 층 아래에 살던 종들이 깊은 곳에 사는 종들보다 더 큰 피해를 입었다. 대절멸의 상황에서 보다 잘 살아남은 것은 널리 퍼져 있는 종들이었으며, 이 특이 패턴은 GRB를 통해 설명될 수 있다. 지상에 살거나 해수면 가까이 살던 생물들은 특히 파멸적 영향을 받았으나, 심해의 생물들은 상대적으로 무해했다.
774년–775년 탄소-14 급증의 원인이 단기지속 GRB라는 설이 제기되어 있으나, 그보다는 매우 강한 태양플레어였을 가능성이 더 높다.

#### 미래에 감마선 폭발이 지구에 영향을 미칠 가능성
가장 큰 위협은 천문학자들에게 GRB 후보로 지목되는 볼프–레이에별들이다. WR별이 초신성 폭발을 일으키면 강렬한 감마선 빛줄기를 방출할 것이고, 그 빛줄기의 진행선상에 지구가 존재한다면 파멸적 효과가 발생할 것이다. 감마선이 지구의 대기를 뚫고 표면에 직접 영향을 미치지는 못하겠지만, 성층권에 화학적 파괴가 일어날 것이다.
예컨대 지구로부터 8천 광년 떨어져 있는 WR 104이 감마선 폭발을 일으켜 10초 동안 지구가 감마선에 노출된다면, 전 세계의 오존층의 25%가 벗겨질 것이다. 이는 대량절멸, 먹이사슬 붕괴, 기아로 이어질 수 있다. 지구의 양면 중 GRB 쪽을 바로 바라보게 되는 면은 치명적인 전리방사선에 노출될 것이며, 이는 단기적으로는 방사능병을, 장기적으로는 오존층 감쇠로 인한 심각한 영향을 초래할 것이다. WR 104는 향후 5십만 년 내에 장기지속 GRB를 동반한 초신성으로 폭발할 것으로 생각된다.

## 같이 보기
- 감마선천문학
- 감마선 폭발 목록
  - GRB 020813
  - GRB 130427A
  - GRB 080916C
- 연감마선 연속 방출원
- 항성진화
- 지구상 감마선섬광

## 참고 자료
- Abbott, B.;  외. (2007). “Search for Gravitational Waves Associated with 39 Gamma-Ray Bursts Using Data from the Second, Third, and Fourth LIGO Runs”. Physical Review D 77 (6): 062004. arXiv:0709.0766. Bibcode:2008PhRvD..77f2004A. doi:10.1103/PhysRevD.77.062004.
- Abdo, A.A.;  외. (2009). “Fermi Observations of High-Energy Gamma-Ray Emission from GRB 080916C”. Science 323 (5922): 1688–93. Bibcode:2009Sci...323.1688A. doi:10.1126/science.1169101. PMID 19228997.
- Akerlof, C.;  외. (1999). “Observation of contemporaneous optical radiation from a gamma-ray burst”. Nature 398 (3): 400–402. arXiv:astro-ph/9903271. Bibcode:1999Natur.398..400A. doi:10.1038/18837.
- Akerlof, C.;  외. (2003). “The ROTSE-III Robotic Telescope System”. Publications of the Astronomical Society of the Pacific 115 (803): 132–140. arXiv:astro-ph/0210238. Bibcode:2003PASP..115..132A. doi:10.1086/345490.
- Atwood, W.B.; Fermi/LAT Collaboration (2009). “The Large Area Telescope on the Fermi Gamma-ray Space Telescope Mission”. The Astrophysical Journal 697 (2): 1071. arXiv:0902.1089. Bibcode:2009ApJ...697.1071A. doi:10.1088/0004-637X/697/2/1071.
- Ball, J.A. (1995). “Gamma-Ray Bursts: The ETI Hypothesis”. The Astrophysical Journal.
- Barthelmy, S.D.;  외. (2005). “The Burst Alert Telescope (BAT) on the SWIFT Midex Mission”. Space Science Reviews 120 (3–4): 143–164. arXiv:astro-ph/0507410. Bibcode:2005SSRv..120..143B. doi:10.1007/s11214-005-5096-3.
- Berger, E.;  외. (2007). “Galaxy Clusters Associated with Short GRBs. I. The Fields of GRBs 050709, 050724, 050911, and 051221a”. Astrophysical Journal 660: 496–503. arXiv:astro-ph/0608498. Bibcode:2007ApJ...660..496B. doi:10.1086/512664.
- Blinnikov, S.;  외. (1984). “Exploding Neutron Stars in Close Binaries”. Soviet Astronomy Letters 10: 177. Bibcode:1984SvAL...10..177B.
- Bloom, J.S.;  외. (2006). “Closing in on a Short-Hard Burst Progenitor: Constraints from Early-Time Optical Imaging and Spectroscopy of a Possible Host Galaxy of GRB 050509b”. Astrophysical Journal 638: 354–368. arXiv:astro-ph/0505480. Bibcode:2006ApJ...638..354B. doi:10.1086/498107.
- Bloom, J.S.;  외. (2009). “Observations of the Naked-Eye GRB 080319B: Implications of Nature's Brightest Explosion”. Astrophysical Journal 691: 723–737. arXiv:0803.3215. Bibcode:2009ApJ...691..723B. doi:10.1088/0004-637X/691/1/723.
- Bloom, J. S.;  외. (2011). “A Possible Relativistic Jetted Outburst from a Massive Black Hole Fed by a Tidally Disrupted Star”. Science 332 (6039): 203. arXiv:1104.3257. Bibcode:2011Sci...333..203B. doi:10.1126/science.1207150.
- Burrows, D.N.;  외. (2006). “Jet Breaks in Short Gamma-Ray Bursts. II. The Collimated Afterglow of GRB 051221A”. Astrophysical Journal 653: 468–473. arXiv:astro-ph/0604320. Bibcode:2006ApJ...653..468B. doi:10.1086/508740.
- Cline, D.B. (1996). “Primordial black-hole evaporation and the quark–gluon phase transition”. Nuclear Physics A 610: 500. Bibcode:1996NuPhA.610..500C. doi:10.1016/S0375-9474(96)00383-1.
- Chattopadhyay, T.;  외. (2007). “Statistical Evidence for Three Classes of Gamma-Ray Bursts”. Astrophysical Journal 667 (2): 1017. arXiv:0705.4020. Bibcode:2007ApJ...667.1017C. doi:10.1086/520317.
- Ejzak, L.M.;  외. (2007). “Terrestrial Consequences of Spectral and Temporal Variability in Ionizing Photon Events”. Astrophysical Journal 654: 373–384. arXiv:astro-ph/0604556. Bibcode:2007ApJ...654..373E. doi:10.1086/509106.
- Fan, Y.; Piran, T. (2006). “Gamma-ray burst efficiency and possible physical processes shaping the early afterglow”. Monthly Notices of the Royal Astronomical Society 369: 197–206. arXiv:astro-ph/0601054. Bibcode:2006MNRAS.369..197F. doi:10.1111/j.1365-2966.2006.10280.x.
- Fishman, C.J.; Meegan, C.A. (1995). “Gamma-Ray Bursts”. Annual Review of Astronomy and Astrophysics 33: 415–458. Bibcode:1995ARA&A..33..415F. doi:10.1146/annurev.aa.33.090195.002215.
- Fishman, G.J. (1995). “Gamma-Ray Bursts: An Overview”. NASA. 2007년 10월 12일에 확인함.
- Frail, D.A.;  외. (2001). “Beaming in Gamma-Ray Bursts: Evidence for a Standard Energy Reservoir”. Astrophysical Journal Letters 562: L557–L558. arXiv:astro-ph/0102282. Bibcode:2001ApJ...562L..55F. doi:10.1086/338119.
- Frail, D.A.;  외. (2000). “A 450 Day Light Curve of the Radio Afterglow of GRB 970508: Fireball Calorimetry”. Astrophysical Journal 537 (7): 191–204. arXiv:astro-ph/9910319. Bibcode:2000ApJ...537..191F. doi:10.1086/309024.
- Frederiks, D.;  외. (2008). “GRB 051103 and GRB 070201 as Giant Flares from SGRs in Nearby Galaxies”.   Galassi, Palmer, and Fenimore. American Institute of Physics Conference Series. 271–275쪽. Bibcode:2008AIPC.1000..271F. doi:10.1063/1.2943461.
- Frontera, F.; Piro, L. (1998). Proceedings of Gamma-Ray Bursts in the Afterglow Era. Astronomy and Astrophysics Supplement Series. 2006년 8월 8일에 원본 문서에서 보존된 문서. 2006년 8월 8일에 확인함.
- Galama, T.J.;  외. (1998). “An unusual supernova in the error box of the gamma-ray burst of 25 April 1998”. Nature 395 (6703): 670–672. arXiv:astro-ph/9806175. Bibcode:1998Natur.395..670G. doi:10.1038/27150.
- Garner, R. (2008). “NASA's Swift Catches Farthest Ever Gamma-Ray Burst”. NASA. 2020년 5월 20일에 원본 문서에서 보존된 문서. 2008년 11월 3일에 확인함.
- Gehrels, N.;  외. (2004). “The Swift Gamma-Ray Burst Mission”. 천체물리학 저널 611 (2): 1005–1020. Bibcode:2004ApJ...611.1005G. doi:10.1086/422091.
- Gehrels, N.;  외. (2005). “A short gamma-ray burst apparently associated with an elliptical galaxy at redshift z=0.225”. Nature 437 (7060): 851–854. arXiv:astro-ph/0505630. Bibcode:2005Natur.437..851G. doi:10.1038/nature04142. PMID 16208363.
- Grupe, D.;  외. (2006). “Jet Breaks in Short Gamma-Ray Bursts. I: The Uncollimated Afterglow of GRB 050724”. Astrophysical Journal 653: 462. arXiv:astro-ph/0603773. Bibcode:2006ApJ...653..462G. doi:10.1086/508739.
- Guetta, D.; Piran, T. (2006). “The BATSE-Swift luminosity and redshift distributions of short-duration GRBs”. Astronomy and Astrophysics 453 (3): 823–828. arXiv:astro-ph/0511239. Bibcode:2006A&A...453..823G. doi:10.1051/0004-6361:20054498.
- Hakkila, J.;  외. (2003). “How Sample Completeness Affects Gamma-Ray Burst Classification”. Astrophysical Journal 582: 320. arXiv:astro-ph/0209073. Bibcode:2003ApJ...582..320H. doi:10.1086/344568.
- Horvath, I. (1998). “A Third Class of Gamma-Ray Bursts?”. Astrophysical Journal 508 (2): 757. arXiv:astro-ph/9803077. Bibcode:1998ApJ...508..757H. doi:10.1086/306416.
- Hjorth, J.;  외. (2005). “GRB 050509B: Constraints on Short Gamma-Ray Burst Models”. Astrophysical Journal Letters 630 (2): L117–L120. arXiv:astro-ph/0506123. Bibcode:2005ApJ...630L.117H. doi:10.1086/491733.
- Hurley, K., Cline, T. and Epstein, R. (1986). “Error Boxes and Spatial Distribution”.   Liang, E.P. and Petrosian, V. AIP Conference Proceedings. Gamma-Ray Bursts. American Institute of Physics. 33–38쪽. ISBN 0-88318-340-4.
- Hurley, K. (1992). “Gamma-Ray Bursts – Receding from Our Grasp”. Nature 357 (6374): 112. Bibcode:1992Natur.357..112H. doi:10.1038/357112a0.
- Hurley, K. (2003). “A Gamma-Ray Burst Bibliography, 1973–2001” (PDF).   Ricker, G.R. and Vanderspek, R.K. Gamma-Ray Burst and Afterglow Astronomy, 2001: A Workshop Celebrating the First Year of the HETE Mission. American Institute of Physics. 153–155쪽. ISBN 0-7354-0122-5. 2020년 8월 8일에 원본 문서 (PDF)에서 보존된 문서. 2016년 6월 15일에 확인함.
- Hurley, K.;  외. (2005). “An exceptionally bright flare from SGR 1806–20 and the origins of short-duration gamma-ray bursts”. Nature 434 (7037): 1098–1103. arXiv:astro-ph/0502329. Bibcode:2005Natur.434.1098H. doi:10.1038/nature03519. PMID 15858565.
- Katz, J.I. (2002). The Biggest Bangs. Oxford University Press. ISBN 0-19-514570-4.
- Klebesadel, R.;  외. (1973). “Observations of Gamma-Ray Bursts of Cosmic Origin”. Astrophysical Journal Letters 182: L85. Bibcode:1973ApJ...182L..85K. doi:10.1086/181225.
- Kochanek, C.S.; Piran, T. (1993). “Gravitational Waves and Gamma-Ray Bursts”. Astrophysical Journal Letters 417: L17–L23. arXiv:astro-ph/9305015. Bibcode:1993ApJ...417L..17K. doi:10.1086/187083.
- Kouveliotou, C.;  외. (1993). “Identification of two classes of gamma-ray bursts”. Astrophysical Journal Letters 413: L101. Bibcode:1993ApJ...413L.101K. doi:10.1086/186969.
- Lamb, D.Q. (1995). “The Distance Scale to Gamma-Ray Bursts”. Publications of the Astronomical Society of the Pacific 107: 1152. Bibcode:1995PASP..107.1152L. doi:10.1086/133673.
- Lazzati, D. (2005). “Precursor activity in bright, long BATSE gamma-ray bursts”. Monthly Notices of the Royal Astronomical Society 357 (2): 722–731. arXiv:astro-ph/0411753. Bibcode:2005MNRAS.357..722L. doi:10.1111/j.1365-2966.2005.08687.x.
- Krolik  J.; Piran T., (2011). “Swift J1644+57: A White Dwarf Tidally Disrupted by a 10^4 M_{odot} Black Hole?”. The Astrophysical Journal 743 (2): 134. arXiv:1106.0923. Bibcode:2011ApJ...743..134K. doi:10.1088/0004-637x/743/2/134.
- Levan, A. J.;  외. (2011). “An Extremely Luminous Panchromatic Outburst from the Nucleus of a Distant Galaxy”. Science 332 (6039): 199. arXiv:1104.3356. Bibcode:2011Sci...333..199L. doi:10.1126/science.1207143.
- MacFadyen, A.I.; Woosley, S. (1999). “Collapsars: Gamma-Ray Bursts and Explosions in "Failed Supernovae"”. Astrophysical Journal 524: 262–289. arXiv:astro-ph/9810274. Bibcode:1999ApJ...524..262M. doi:10.1086/307790.
- MacFadyen, A.I. (2006). “Late flares from GRBs — Clues about the Central Engine”. AIP Conference Proceedings 836: 48–53. Bibcode:2006AIPC..836...48M. doi:10.1063/1.2207856.
- Marani, G.F.;  외. (1997). “On Similarities among GRBs”. Bulletin of the American Astronomical Society 29: 839. Bibcode:1997AAS...190.4311M.
- Mazzali, P.A.;  외. (2005). “An Asymmetric Energetic Type Ic Supernova Viewed Off-Axis, and a Link to Gamma Ray Bursts”. Science 308 (5726): 1284–1287. arXiv:astro-ph/0505199. Bibcode:2005Sci...308.1284M. doi:10.1126/science.1111384. PMID 15919986.
- “The Annihilating Effects of Space Travel”. The University of Sydney. 2012. arXiv:1202.5708v1.
- Meegan, C.A.;  외. (1992). “Spatial distribution of gamma-ray bursts observed by BATSE”. Nature 355 (6356): 143. Bibcode:1992Natur.355..143M. doi:10.1038/355143a0.
- Melott, A.L.;  외. (2004). “Did a gamma-ray burst initiate the late Ordovician mass extinction?”. International Journal of Astrobiology 3: 55–61. arXiv:astro-ph/0309415. Bibcode:2004IJAsB...3...55M. doi:10.1017/S1473550404001910.
- Meszaros, P.; Rees, M.J. (1997). “Optical and Long-Wavelength Afterglow from Gamma-Ray Bursts”. Astrophysical Journal 476: 232. arXiv:astro-ph/9606043. Bibcode:1997ApJ...476..232M. doi:10.1086/303625.
- Metzger, B.;  외. (2007). “Proto-Neutron Star Winds, Magnetar Birth, and Gamma-Ray Bursts”. AIP Conference Proceedings SUPERNOVA 1987A: 20 YEARS AFTER: Supernovae and Gamma‐Ray Bursters. 521–525쪽. Bibcode:2007AIPC..937..521M. doi:10.1063/1.2803618.
- Mukherjee, S.;  외. (1998). “Three Types of Gamma-Ray Bursts”. Astrophysical Journal 508: 314. arXiv:astro-ph/9802085. Bibcode:1998ApJ...508..314M. doi:10.1086/306386.
- Nakar, E. (2007). “Short-hard gamma-ray bursts”. Physics Reports 442: 166–236. arXiv:astro-ph/0701748. Bibcode:2007PhR...442..166N. doi:10.1016/j.physrep.2007.02.005.
- McCray, Richard;  외. “Report of the 2008 Senior Review of the Astrophysics Division Operating Missions” (PDF). 2009년 5월 12일에 원본 문서 (PDF)에서 보존된 문서. 2009년 5월 12일에 확인함.
- “Very Large Array Detects Radio Emission From Gamma-Ray Burst” (보도 자료). National Radio Astronomy Observatory. 1997년 5월 15일. 2009년 4월 4일에 확인함.
- Nousek, J.A.;  외. (2006). “Evidence for a Canonical Gamma-Ray Burst Afterglow Light Curve in the Swift XRT Data”. Astrophysical Journal 642: 389–400. arXiv:astro-ph/0508332. Bibcode:2006ApJ...642..389N. doi:10.1086/500724.
- Paczyński, B.; Rhoads, J.E. (1993). “Radio Transients from Gamma-Ray Bursters”. The Astrophysical Journal 418: 5. arXiv:astro-ph/9307024. Bibcode:1993ApJ...418L...5P. doi:10.1086/187102.
- Paczyński, B. (1995). “How Far Away Are Gamma-Ray Bursters?”. Publications of the Astronomical Society of the Pacific 107: 1167. arXiv:astro-ph/9505096. Bibcode:1995PASP..107.1167P. doi:10.1086/133674.
- Paczyński, B. (1999). “Gamma-Ray Burst–Supernova relation”.   M. Livio; N. Panagia; K. Sahu. Supernovae and Gamma-Ray Bursts: The Greatest Explosions Since the Big Bang. Space Telescope Science Institute. 1–8쪽. ISBN 0-521-79141-3.
- Pedersen, H.;  외. (1986). “Deep Searches for Burster Counterparts”.   Liang, Edison P.; Petrosian, Vahé. AIP Conference Proceedings. Gamma-Ray Bursts. American Institute of Physics. 39–46쪽. ISBN 0-88318-340-4.
- Plait, Phil (2008년 3월 2일). “WR 104: A nearby gamma-ray burst?”. Bad Astronomy. 2009년 1월 7일에 확인함.
- Piran, T. (1992). “The implications of the Compton (GRO) observations for cosmological gamma-ray bursts”. Astrophysical Journal Letters 389: L45. Bibcode:1992ApJ...389L..45P. doi:10.1086/186345.
- Piran, T. (1997). “Toward understanding gamma-ray bursts”.   Bahcall, J.N. and Ostriker, J. Unsolved Problems in Astrophysics. 343쪽. Bibcode:1997upa..conf..343P.
- Podsiadlowski, Ph.;  외. (2004). “The Rates of Hypernovae and Gamma-Ray Bursts: Implications for Their Progenitors”. Astrophysical Journal Letters 607: L17. arXiv:astro-ph/0403399. Bibcode:2004ApJ...607L..17P. doi:10.1086/421347.
- Pontzen, A.;  외. (2010). “The nature of HI absorbers in GRB afterglows: clues from hydrodynamic simulations”. MNRAS 402 (3): 1523. arXiv:0909.1321. Bibcode:2010MNRAS.402.1523P. doi:10.1111/j.1365-2966.2009.16017.x.
- Prochaska, J.X.;  외. (2006). “The Galaxy Hosts and Large-Scale Environments of Short-Hard Gamma-Ray Bursts”. Astrophysical Journal 641 (2): 989. arXiv:astro-ph/0510022. Bibcode:2006ApJ...642..989P. doi:10.1086/501160.
- Racusin, J.L.;  외. (2008). “Broadband observations of the naked-eye gamma-ray burst GRB080319B”. Nature 455 (7210): 183–188. arXiv:0805.1557. Bibcode:2008Natur.455..183R. doi:10.1038/nature07270. PMID 18784718.
- Reddy, F. (2009년 4월 28일). “New Gamma-Ray Burst Smashes Cosmic Distance Record” (보도 자료). NASA. 2009년 5월 16일에 확인함.
- Ricker, G.R.; Vanderspek, R.K. (2003). “The High Energy Transient Explorer (HETE): Mission and Science Overview”.   Ricker, G.R. and Vanderspek, R.K. Gamma-Ray Burst and Afterglow Astronomy 2001: A Workshop Celebrating the First Year of the HETE Mission. American Institute of Physics Conference Series. 3–16쪽. Bibcode:2003AIPC..662....3R. doi:10.1063/1.1579291.
- Reichart, Daniel E. (1998). “The Redshift of GRB 970508”. Astrophysical Journal Letters 495 (2): L99. arXiv:astro-ph/9712100. Bibcode:1998ApJ...495L..99R. doi:10.1086/311222.
- Rykoff, E.;  외. (2009). “Looking Into the Fireball: ROTSE-III and Swift Observations of Early GRB Afterglows”. Astrophysical Journal 702: 489. arXiv:0904.0261. Bibcode:2009ApJ...702..489R. doi:10.1088/0004-637X/702/1/489.
- Sari, R; Piran, T; Narayan, R (1998). “Spectra and Light Curves of Gamma-Ray Burst Afterglows”. Astrophysical Journal Letters 497 (5): L17. arXiv:astro-ph/9712005. Bibcode:1998ApJ...497L..17S. doi:10.1086/311269.
- Sari, R; Piran, T; Halpern, J.P (1999). “Jets in Gamma-Ray Bursts”. Astrophysical Journal Letters 519: L17–L20. arXiv:astro-ph/9903339. Bibcode:1999ApJ...519L..17S. doi:10.1086/312109.
- Schilling, Govert (2002). Flash! The hunt for the biggest explosions in the universe. Cambridge University Press. ISBN 0-521-80053-6.
- “Gamma-Ray Flash Came from Star Being Eaten by Massive Black Hole”. Science Daily. ScienceDaily LLC. 2011년 6월 16일. 2011년 6월 19일에 확인함.
- Simić, S.;  외. (2005). “A model for temporal variability of the GRB light curve”.   Bulik, T., Rudak, B, and Madejski, G. Astrophysical Sources of High Energy Particles and Radiation. American Institute of Physics Conference Series. 139–140쪽. Bibcode:2005AIPC..801..139S. doi:10.1063/1.2141849.
- Stanek, K.Z.;  외. (2006). “Protecting Life in the Milky Way: Metals Keep the GRBs Away” (PDF). Acta Astronomica 56: 333. arXiv:astro-ph/0604113. Bibcode:2006AcA....56..333S.
- Stern, Boris E.; Poutanen, Juri (2004). “Gamma-ray bursts from synchrotron self-Compton emission”. Monthly Notices of the Royal Astronomical Society 352 (3): L35–L39. arXiv:astro-ph/0405488. Bibcode:2004MNRAS.352L..35S. doi:10.1111/j.1365-2966.2004.08163.x.
- Thorsett, S.E. (1995). “Terrestrial implications of cosmological gamma-ray burst models”. Astrophysical Journal Letters 444: L53. arXiv:astro-ph/9501019. Bibcode:1995ApJ...444L..53T. doi:10.1086/187858.
- “TNG caught the farthest GRB observed ever”. Fundación Galileo Galilei. 2009년 4월 24일. 2012년 5월 24일에 원본 문서에서 보존된 문서. 2009년 4월 25일에 확인함.
- van Paradijs, J.;  외. (1997). “Transient optical emission from the error box of the gamma-ray burst of 28 February 1997”. Nature 386 (6626): 686. Bibcode:1997Natur.386..686V. doi:10.1038/386686a0.
- Vedrenne, G; Atteia, J.-L. (2009). Gamma-Ray Bursts: The brightest explosions in the Universe. Springer. ISBN 978-3-540-39085-5.
- Vietri, M.; Stella, L. (1998). “A Gamma-Ray Burst Model with Small Baryon Contamination”. Astrophysical Journal Letters 507: L45–L48. arXiv:astro-ph/9808355. Bibcode:1998ApJ...507L..45V. doi:10.1086/311674.
- Virgili, F.J., Liang, E.-W. and Zhang, B. (2009). “Low-luminosity gamma-ray bursts as a distinct GRB population: a firmer case from multiple criteria constraints”. Monthly Notices of the Royal Astronomical Society 392: 91–103. arXiv:0801.4751. Bibcode:2009MNRAS.392...91V. doi:10.1111/j.1365-2966.2008.14063.x.
- Wanjek, Christopher (2005년 6월 4일). “Explosions in Space May Have Initiated Ancient Extinction on Earth”. NASA. 2007년 9월 15일에 확인함.
- Watson, D.;  외. (2006). “Are short γ-ray bursts collimated? GRB 050709, a flare but no break”. Astronomy and Astrophysics 454 (3): L123–L126. arXiv:astro-ph/0604153. Bibcode:2006A&A...454L.123W. doi:10.1051/0004-6361:20065380.
- Woosley, S.E.; Bloom, J.S. (2006). “The Supernova Gamma-Ray Burst Connection”. Annual Review of Astronomy and Astrophysics 44: 507–556. arXiv:astro-ph/0609142. Bibcode:2006ARA&A..44..507W. doi:10.1146/annurev.astro.43.072103.150558.
- Wozniak, P.R.;  외. (2009). “Gamma-Ray Burst at the Extreme: The Naked-Eye Burst GRB 080319B”. Astrophysical Journal 691: 495–502. arXiv:0810.2481. Bibcode:2009ApJ...691..495W. doi:10.1088/0004-637X/691/1/495.
- Zhang, B.;  외. (2009). “Discerning the physical origins of cosmological gamma-ray bursts based on multiple observational criteria: the cases of z = 6.7 GRB 080913, z = 8.2 GRB 090423, and some short/hard GRBs”. Astrophysical Journal 703 (2): 1696–1724. arXiv:0902.2419. Bibcode:2009ApJ...703.1696Z. doi:10.1088/0004-637X/703/2/1696.